# المناشي (الجيزة)
قرية المناشي هي إحدى القرى التابعة لمركز منشأة القناطر في محافظة الجيزة في جمهورية مصر العربية. حسب إحصاءات سنة 2006، بلغ إجمالي السكان في المناشى 14805 نسمة، منهم 7510 رجل و7295 امرأة.

## التاريخ
تعد قرية المناشي من القرى القديمة التي تأسست في الروك الناصري سنة 715 هـ، وقد ذكرها ابن الجيعان في التحفة السنية ضمن أعمال الجيزية.